# Juan Agustín Ceán Bermúdez
Juan Agustín Ceán Bermúdez, född den 17 september 1749 i Gijón, död den 3 december 1829 i Madrid, var en spansk konsthistoriker. 
Jämnårig med skalden och statsmannen Jovellanos, som blev hans vän och beskyddare, kom Ceán Bermúdez att bekläda åtskilliga administrativa poster, under det han samtidigt studerade målning hos Rafael Mengs. Han grundade i Sevilla 1779 en konstakademi, men övergav så småningom utövandet av målarkonsten för att ägna sig åt konsthistorisk forskning, därtill förberedd genom täta resor landet runt. 
Av Ceán Bermúdez många arbeten bör nämnas: Diccionario histórico de los mas ilustres profesores de las bellas artes en España (6 band, 1800), Descripción artistica de la catedral de Sevilla (1804, omtryckt 1856), Carta á un amigo sobre el estilo y gusto en la pintura de la escuela sevillana y sobre el grado de perfección á que el elevó Bartolomé Esteban Murillo (1806) samt de efter hans död publicerade Sumario de las antiguedades que hay en España (1832) och Ocios (1870), en samling konsthistoriska uppsatser.